# Ghaggar-Hakra
La Ghaggar est une rivière saisonnière, endoréique de l'Inde qui n'est alimentée qu'en période de mousson. Elle prend sa source dans les monts Siwalik en Himachal Pradesh et coule au travers de l'Haryana, du Panjâb et du Rajasthan, elle est piégée par le barrage Ottou (en), construit en 1896-97, formant un lac artificiel.

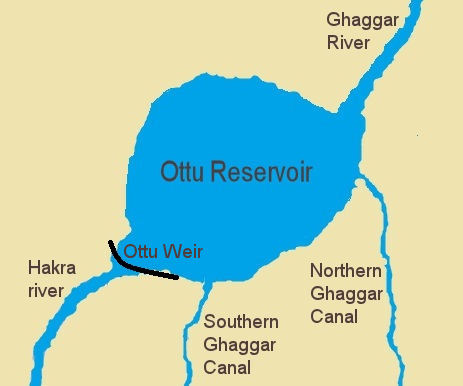
Le lac artificiel Ottu marque la différence entre les rivières Ghaggar et Hakra

En aval la rivière se nomme Hakra, elle disparaît ensuite dans les sables du désert du Thar. Le lit à sec continue vers la mer d'Arabie via le canal de Nara.

## Historique
Durant la dernière ère glaciaire, le fleuve recevait les eaux de plusieurs cours d'eau himalayens importants, dont celles de la Yamunâ, aujourd'hui affluent du Gange, jusqu'à une période estimée allant de 49000 av. J.-C. à 10000 av. J.-C.. Jusqu'à 4600 av. J.-C., le cours d'eau recevait les eaux de la rivière Sutlej qui maintenant se jette dans l'Indus. À la suite d'un mouvement de terrain, la Sutlej part rejoindre la rivière Beas ; il a été observé des sédiments de la rivière Beas-Sutlej dans la partie basse du lit de l'Hakra, autour de Ganweriwala, durant un millénaire avant que ce bras de l'Hakra ne tarisse également.
De nombreux sites de la civilisation de la vallée de l'Indus ont été trouvés tout le long du lit du couple Ghaggar-Hakra, ce qui fait qu'on les identifie souvent au fleuve Sarasvatî des Veda.